# Jan de Gravina
Jan de Gravina, fr. Jean d'Anjou lub Jean de Durazzo, wł. Giovanni di Gravina, Giovanni d'Angiò, Giovanni di Durazzo (ur. 1294, zm. 5 kwietnia 1336) – hrabia Graviny 1315–1336, książę Durazzo 1332–1336 (władca Albanii, bez tytułu królewskiego), hrabia Kefalenii 1325–1336, książę Achai w 1322-1333.
Członek bocznej linii dynastii Kapetyngów, trzynaste dziecko Karola II Andegaweńskiego z Neapolu i jego żony Marii Węgierskiej.

## Życiorys
Pierwsza żoną od 1318 była Matylda, księżna  Achai. Małżeństwo miało jednego syna. 
- Stefan (1320-1380), krzyżowiec w Portugalii, protoplasta portugalskiego rodu de Nápoles

Drugą od 1321 Agnieszka z Périgord, córka Helie IX Talairan, hrabiego Périgord, wicehrehrabiego Lomagne i Auvillat.  
Z drugiego małżeństwa pozostawił trzech synów: 
- Karol (1323–1348), księcia Durazzo, tytularnego króla Albanii, hrabiego Graviny
- Ludwik (1324–1362), hrabiego Graviny i Morrone
- Robert (1326–1356), seniora Cappacio, Muro i Montalbano